# Simulium indica
Simulium indica är en tvåvingeart som beskrevs av Singh Sidhu 2005. Simulium indica ingår i släktet Simulium och familjen knott. Inga underarter finns listade i Catalogue of Life.